# Ngeruktabel
Ngeruktabel (auch: Urukthapel) ist eine Insel von Palau. Sie ist die namengebende Insel der Urukthapel-Inseln der UNESCO-Welterbestätte Südliche Lagune der Rock Islands.

## Geographie
Die größte Insel der „Rock Islands“ist stark gegliedert und die Nordküste löst sich in viele winzige Eilande auf, während die Südküste einen relativ einheitlichen Bogen von Nordosten nach Südwesten beschreibt. Die Nordöstlichste und die Südwestlichste Spitze der Insel sind dabei zu langen schmalen Landzungen ausgezogen. Ngeruktabel Island North Tip (⊙) ist der nördlichste Zipfel der Insel, der sich weit nach Nordwesten zieht und sich in der Westspitze von Ngerchaol (Beduliaes) fortsetzt. Dazwischen liegt der Teongel Channel. Die Landzunge erreicht am Hügel Kuabesngas eine Höhe von ca. 75 m. Als schmaler Streifen zieht sie sich nach Südosten zum Malakal Harbor (Teongel Bay), bis zum Ngeruktabel Island North East Tip (⊙). Dort verläuft der Toachel ra Kesebekuu (Amallakell Harbour, Kasebogau Passage) nach Süden und die Insel wendet sich mit vielen Buchten und unbenannten Inselchen nach Südwesten. An der Riffkante liegt dort die Erhebung Ngeremdiu (13 m), welche nach Süden im Rael Dil (39 m, ⊙) ausläuft. Von dort erstreckt sich die Insel im Bogen um die Bucht Terrangel, während von Rael Dil aus nach Süden das Achei Uchul Barrier Reef die Lagune einschließt. Der Inselbogen läuft aus in den Chomedokl Islets mit Chomedokl und Ngkesill, während der Inselkörper bis zum Hügel Metukeruikull (115 m, ⊙) wieder stärker nach Westen verläuft. Und es verläuft eine weitere als Inselkette nach Süden: Ngerusisech und die Eilande um Rirs Bital, welches sich vor der Küste einer weiteren schmalen Landzunge liegt, die in
Ngeruktabel Island South Tip (⊙) ausläuft. Auf der Westseite der Landzunge liegt die Insel Ongetkatel, im Süden schließt sich nach dem Toachel Belau-Kanal Ngeanges an.
Von Metukeruikull ziehen Ausläufer der Insel nach Westen (Bkul a Ngchus ⊙) und nach Nordwesten mit der Halbinsel Kisaol (⊙), welche sich weit nach Norden zieht und in Emesiochel, Ngeruktabel Island North West Tip (⊙), dort erreicht die Insel nochmals eine Höhe von 85 m, bevor der Kekereiel Toi-Kanal die schmale Landzunge von der Insel Ngebedangel im Norden trennt. Die schmale Insel ist ein weiterer Ausläufer von Ngeruktabel und erreicht am Hügel Gamudoko (⊙) ebenfalls eine Höhe von 88 m.
An der Nordküste ist Ngeruktabel stark zerklüftet. zahlreiche Buchten und viele Inseln ziehen sich zwischen den beiden Landzungen am Rand, im Süden und im Norden ebenfalls nach Nordwesten. Davon sind nur wenige benannt: Olkeriil, Ngebedel (Gabodel), Ongael, Bridge Islet - Natural Arch, Butottoribo, Oimadelchesuch und Tlutkaraguis (Adorius).
Touristisch werden einige Orte für Tagesausflüge genutzt, zum Beispiel Milky Way, Oimaderuul, Ngchus und der Long Lake.

## UNESCO-Welterbe
Die Insel ist bekannt aufgrund von archäologischen Relikte und Felsbildkunststätten. Diese zeugen von saisonaler menschlicher Besiedelung und Nutzung des marinen bzw. dem Meer angepassten Ökosystems, die bis zu 3100 Jahre zurückreicht. Daher ist sie, zusammen mit Chomedokl und Ngeanges konstituierend für die UNESCO-Welterbestätte Südliche Lagune der Rock Islands (Chelbacheb-Inseln).